# Lijst van schilderijen in het Centraal Museum
Deze lijst van schilderijen in het Centraal Museum geeft een overzicht van alle schilderijen in het Centraal Museum. De lijst is verdeeld in twee categorieën: schilders op naam en anonieme schilders.
De lijst is inclusief, dat wil zeggen dat het ook schilderijen bevat die door het Centraal Museum in bruikleen zijn gegeven aan een andere instelling en schilderijen die teruggegeven zijn aan de bruikleengever of rechtmatige eigenaar.

## Schilderijen naar naam
Deze lijst is verdeeld in 26 subpagina's (één per letter) indien aanwezig.
A — B — 
C — D — E — F — G — H — I — J — K — L — M — N — O — P — Q — R — S — T — U — V — W — X — Y — Z

## Anonieme schilderijen
Anoniem

## Zoeken
Met deze zoekmachine kan binnen de lijsten gezocht worden op toeschrijving, titel en/of inventarisnummer.